# Гарпел
Гарпел (нід. Harpel) — селище в нідерландській провінції Гронінген. Входить до муніципалітету Вестерволде.
Його площа становить 1,91км², а населення станом на 2021 рік складало 155 осіб.
Перша згадка про населений пункт датується 1867 роком.